# Perdita dubia
Perdita dubia är en biart som beskrevs av Cockerell 1896. Perdita dubia ingår i släktet Perdita och familjen grävbin. Inga underarter finns listade i Catalogue of Life.